# Rutland Water
Rutland Water – sztuczne jezioro w środkowej Anglii, w hrabstwie Rutland. Jezioro utworzone zostało w 1975 roku, w wyniku budowy zapory wodnej w dolinie rzeki Gwash. Właścicielem jeziora jest przedsiębiorstwo wodociągowe Anglian Water.
Jest to największy pod względem powierzchni sztuczny zbiornik wodny w Anglii, liczący 10,86 km². Objętością (124 mln m³) Rutland Water ustępuje jedynie zbiornikowi Kielder Water.
Zachodnia część jeziora objęta jest ochroną jako rezerwat przyrody zarządzany przez Leicestershire & Rutland Wildlife Trust. Teren ten uznany został za mający szczególne znaczenie naukowe (Site of Special Scientific Interest), wyznaczony został na obszar Ramsar. Od 1991 roku jest także obszarem specjalnej ochrony ptaków (Special Protected Area). Nad jeziorem zimuje znaczna populacja krakw oraz płaskonosów, a także czajek zwyczajnych, łysek, gągołów, czernic, głowienek, cyraneczek, świstunów, kormoranów zwyczajnych, perkozów dwuczubych oraz perkozków.
Nad jeziorem położone są wsie Edith Weston, Egleton, Empingham, Hambleton, Manton oraz Normanton. W pobliżu znajdują się miasta Oakham (na zachodzie) oraz Stamford (na wschodzie).